# Emarginula yangeorum
Emarginula yangeorum is een slakkensoort uit de familie van de Fissurellidae. De wetenschappelijke naam van de soort werd voor het eerst geldig gepubliceerd in 2020 door Poppe en Tagaro.